# Acanthogorgia spinosa
Acanthogorgia spinosa is een zachte koraalsoort uit de familie Acanthogorgiidae. De koraalsoort komt uit het geslacht Acanthogorgia. Acanthogorgia spinosa werd in 1899 voor het eerst wetenschappelijk beschreven door Hiles. 